# Jia Pingwa
Jia Pingwa també anomenat Jia Ping'ao (en xinès tradicional: 賈平凹; en xinès simplificat: 贾平凹; en pinyin: Jiǎ Píng'āo) pintor i escriptor xinès (Dihua, 1952). Un dels escriptors xinesos contemporanis amb més lectors a la Xina. Premi Femina de l'any 1997 i "Mao Dun Literature Prize" de l'any 2008. Vicepresident de l'Associació d'Escriptors Xinesos (2016)

## Biografia
Jia Pingwa (en xinès: 贾平娃 ) va néixer el 21 de febrer de 1952 a Dihua, petita ciutat de la prefectura de Shangluo a la província xinesa de Shaanxi, al sud-est de Xi'an. La seva família era d'origen pagès i humil. El seu pare era mestre i com a resultat de les polítiques de la Revolució Cultural va rebre moltes crítiques del Departament d'Educació i Jia va haver d'interrompre els seus estudis i anar a treballar al camp durant cinc anys. L'any 1970 va intentar entrar a l'exèrcit per poder fugir del camp però no el van acceptar i va entrar a treballar en una obra de construcció fins que al tornar a casa va trobar una feina de missatger i el 1972 va ser seleccionat per poder entrar a estudiar literatura xinesa la Universitat del Nord-Oest a Xia'n.
Al acabar els estudis (1975) treballà com a redactor a "Les Edicions del Poble de Shaanxi (陕西人民出版社)" i a una publicació mensual literària (Chang'an).

### Carrera literària
Quan encara estudiava a la universitat el 1973 va publicar la seva primera novel·la "Un parell de mitjons (一双袜子)" en un diari local. És un dels escriptors més populars entre els lectors xinesos. L'any 1993 la seva novel·la "Capital Caiguda" va ser prohibida per la censura, en ser considerada com una obra pornogràfica. D'aquest llibre de més de 500 pàgines s'han van vendre més d'un milió d'exemplars i va rebre el premi francès Femina a la millor novel·la estrangera, i ha tingut més de 60 edicions pirata.
La seva obra ha estat traduïda a més de 20 idiomes, especialment a l'anglès i al francès).
La presència de Shangzhou ha estat molt important en la seva obra, com ho es Gaomi per Mo Yan o Hunan per Shen Congwen. En una part important de les seves novel·es els pagesos de la terra natal de Jia s'han situat com a protagonistes.

### JIa Pingwa pintor
També es famós pels seus treballs de cal·ligrafia i com a pintor, amb un estil molt personal present en el conjunt de la seva obra.
En unes declaracions Jia va dir que considera que la pintura és un altre canal important per expressar els seus sentiments: "Com escriure novel·les, trio pintar quan apareixen coses que les paraules no poden descriure".

### Adaptacions al cinema
1986: " En les muntanyes salvatges" (野山)", dirigida per Yan Xueshu
1994:  "The Wooden Man's Bride " dirigida per Huang Jianxin

## Obres[5]
Shangzhou (商州, 1986) - Esbossos tragicòmics de la vida quotidiana a les muntanyes del sud profund de Shaanxi.
Fuzao (浮躁, 1987) - L'ascens i la caiguda de Golden Dog, un jove ambiciós que torna a la seva ciutat natal al riu Zhou .
Renshen (妊娠, 1988) - La filosofia de la vida a través d'un bonic nan, un tornado i un vell que dorm assegut.
Fei Du (废 都, 1993) - També conegut en anglès com Defunct Capital i Abandoned Capital. - La desapareguda estrella literària Zhuang Zhidie troba l'amor en tots els llocs equivocats.
Bai Ye (白夜, 1995) El treballador migrant, el Sr. Qi, de sobte, torna a casa deu anys per recuperar una vella clau de coure, desencadenant una sèrie d'esdeveniments desafortunats.
Tu Men (土 门, 1996) El dirigent Cheng Yi lluita contra el procés de transformació del seu poble en ciutat.
Gao Lao Zhuang (高老庄, 1998) - Durant la reforma i el període d'obertura de principis dels anys 80, el professor universitari Gao Zilu torna a casa, on es troba atrapat en una xarxa de disputes nascudes de l'aïllament i la ignorància.
Huainian Lang (怀念狼, 2000) - Quan els llops de les muntanyes meridionals desapareixen, els caçadors de sobte es troben transformats en els seus pitjors enemics.
Bingxiang Baogao (病 相 报告, 2002) - Poc després d'arribar al camp base comunista de Yan'an, l'artista propagandista Hu Fang s'enamora de Jiang Lan.
Qin Qiang (秦腔, 2005) -Dues famílies poderoses, antigues i noves, lluiten per deixar la seva empremta en un poble rural amb una llarga tradició de representacions d'òpera.
Gaoxing (高兴, 2007) - El gran agricultor Happy Liu es converteix en un col·lector de deixalles a la gran ciutat després de vendre un ronyó, introduint-lo en un nou món d'oportunitats i desafiaments.
Gu Lu (古 炉, 2011) - Problemes en un poble per controlar un forn de ceràmica durant la Revolució Cultural.
Dai Deng (带灯, 2013) - Un estudiant universitari honest i treballador, gira vers el desordre i la corrupció en un poble de muntanya.
Lao Sheng (老生, 2014).
Jihua (极 花, 2016) .

## Premis
1991: Premi Pegasus per Fuzao.
1997: Premi Fèmina per Fallen Capital (La Capital Caiguda).
2004: Premi Lu Xun de Literatura pel conjunt de la seva obra d'assaig
2008: Premi Mao Dun per Qinqiang.